# Eumicremma minima
Eumicremma minima är en fjärilsart som beskrevs av Achille Guenée 1852. Eumicremma minima ingår i släktet Eumicremma och familjen nattflyn. Inga underarter finns listade i Catalogue of Life.